# Adrien Monfray
Adrien Monfray (Nizza, 20 dicembre 1990) è un calciatore francese, difensore del Troyes.

## Carriera
Ha giocato nella seconda divisione francese.